# Синкевич, Лукас
Лу́кас Синке́вич (нем. Lukas Sinkiewicz), при рождении Лу́каш Сенке́вич (пол. Łukasz Sienkiewicz; родился 9 октября 1985 года, Тыхы, Польша) — немецкий футболист польского происхождения, защитник «Бохума». Сыграл три матча за сборную Германии. Летом 2010 года он подписал однолетний контракт с ФК «Аугсбург», перейдя из леверкузенского «Байера 04», где играл с 2007 по 2010 год. Ранее он играл за ФК «Кёльн». После года, проведенного в Аугсбурге, он входил в состав команд ФК «Бохум» и ФК «Ян Регенсбург», прежде чем уйти на пенсию в 2015 году.